# Roc d'Azur

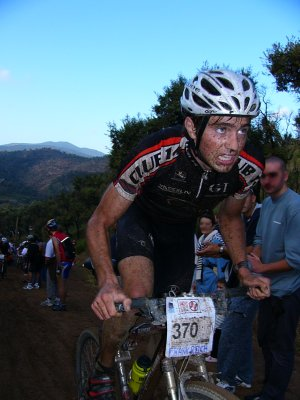
Pierre-Geoffroy Plantet tijdens Roc d'Azur 2004

De Roc d'Azur is een jaarlijks terugkerende mountainbikewedstrijd in Frankrijk. Het is voor veel mountainbikers de traditionele seizoensafsluiter.

## Winnaars

### Cross Country
| Jaar | Mannen                    | Vrouwen                |
| ---- | ------------------------- | ---------------------- |
| 2023 | Hugo Drechou              | Noémie Garnier         |
| 2022 | Jordan Sarrou             | Pauline Ferrand-Prévot |
| 2021 | Filipo Colombo            | Katažina Sosna         |
| 2020 | afgelast                  | afgelast               |
| 2019 | Jordan Sarrou             | Margot Moschetti       |
| 2018 | Stépahne Tempier          | Sabrina Enaux          |
| 2017 | Nicholas Rohrbach         | Pauline Ferrand-Prévot |
| 2016 | Jordan Sarrou             | Annika Langvad         |
| 2015 | Victor Koretzky           | Julie Bresset          |
| 2014 | Jordan Sarrou             | Margot Moschetti       |
| 2013 | Miguel Martinez           | Elisabeth Osl          |
| 2012 | Stéphane Tempier          | Anna Szafraniec        |
| 2011 | Moritz Milatz             | Maja Włoszczowska      |
| 2010 | Alban Lakata              | Maja Włoszczowska      |
| 2009 | Roel Paulissen            | Aleksandra Dawidowicz  |
| 2008 | Roel Paulissen            | Elisabeth Osl          |
| 2007 | Jean-Christophe Péraud    | Petra Henzi            |
| 2006 | Christoph Sauser          | Alison Sydor           |
| 2005 | Christoph Sauser          | Maryline Salvetat      |
| 2004 | Miguel Martinez           | Alison Sydor           |
| 2003 | Jean-Christophe Péraud    | Alison Sydor           |
| 2002 | Peter Pouly               | Laurence Leboucher     |
| 2001 | Thomas Dietsch            | Laurence Leboucher     |
| 2000 | Thomas Dietsch            | Chantal Daucourt       |
| 1999 | Christophe Dupouey        | Laurence Leboucher     |
| 1998 | Christophe Dupouey        | Laurence Leboucher     |
| 1997 | Miguel Martinez           | Gunn-Rita Dahle        |
| 1996 | Christophe Manin          | Gunn-Rita Dahle        |
| 1995 | Bart Brentjens            | Sophie Eglin           |
| 1994 | Jean-Christophe Savignoni | Sophie Eglin           |
| 1993 | Bruno Lebras              | Sylvia Fürst           |
| 1992 | Tim Gould                 | Eva Orvošová           |
| 1991 | Tim Gould                 | Eva Orvošová           |
| 1990 | Bruno Lebras              | Sylvia Fürst           |
| 1989 | Olaf Candau               | Nathalie Ségura        |
| 1988 | Patrice Thévenard         |                        |
| 1987 | Éric Chanton              |                        |
| 1986 | Jean-Pierre Morel         |                        |
| 1985 | Alain Dallenbach          |                        |
| 1984 | Larbi Midoune             |                        |

### Marathon
| Jaar | Mannen           | Vrouwen                  |
| ---- | ---------------- | ------------------------ |
| 2023 | Andreas Seewald  | Katažina Sosna           |
| 2022 | Hugo Drechou     | Léna Gérault             |
| 2021 | Andreas Seewald  | Katažina Sosna           |
| 2020 | afgelast         | afgelast                 |
| 2019 | Daniel Geismayr  | Katalina Sosna           |
| 2018 | Samuele Porro    | Blaža Pintarič           |
| 2017 | Daniel Geismayr  | Annika Langvad           |
| 2016 | Julien Trarieux  | Sally Bigham             |
| 2015 | Samuele Porro    | Michalina Ziolkowska     |
| 2014 | Maxime Marotte   | Hélène Marcouyre         |
| 2013 | Alban Lakata     | Sally Bigham             |
| 2012 | Jaroslav Kulhavý | Sally Bigham             |
| 2011 | Christoph Sauser | Sally Bigham             |
| 2010 | Jochen Käß       | Sally Bigham             |
| 2009 | Roel Paulissen   | Marielle Saner-Guinchard |
| 2008 | Roel Paulissen   |                          |
| 2007 | Jakob Fuglsang   |                          |
| 2006 | Marzio Deho      |                          |
| 2005 | Roel Paulissen   |                          |

### Gravel Roc
| Jaar | Mannen              | Vrouwen         |
| ---- | ------------------- | --------------- |
| 2023 | Alexys Brunel       | Alana Castrique |
| 2022 | Pierre de Froidmont | Morgane Coston  |
| 2021 | Steve Chainel       |                 |
| 2020 | afgelast            |                 |
| 2019 | Cédrick Dubois      |                 |
| 2018 | Steve Chainel       |                 |
| 2017 | Steve Chainel       |                 |
| 2016 | Guido Dracone       |                 |